# Reichsstadt Nürnberg
Die Reichsstadt Nürnberg war ein Territorium des Heiligen Römischen Reiches, dessen Eigenständigkeit sich während des 13. bis 15. Jahrhunderts in mehreren Entwicklungsschritten vollzogen hatte (Erlangung der Reichsfreiheit 1219, Verleihung der Hochgerichtsbarkeit 1320, Erwerb der Nürnberger Burggrafenburg 1427) und das bis zum Jahr 1806 existierte.

## Geschichte

### Die Anfänge der Stadtgeschichte

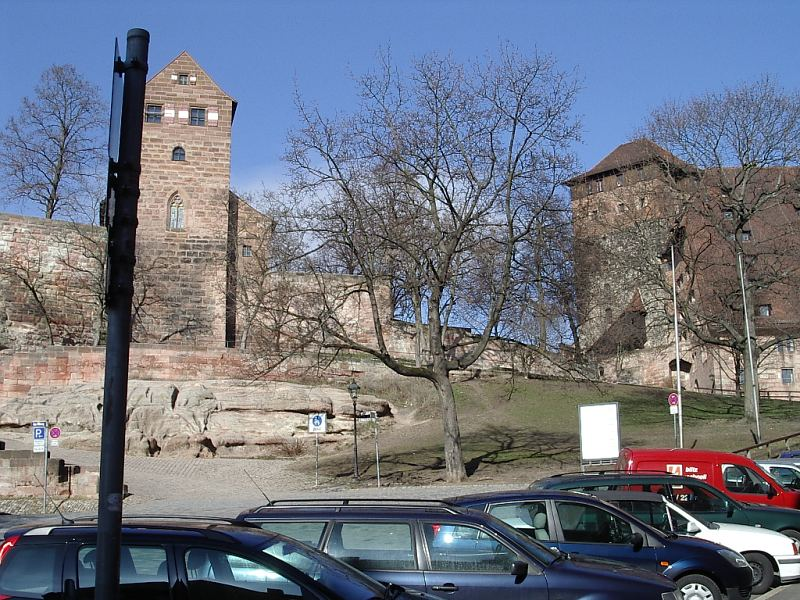
Blick auf die Nürnberger Burg. Der rechts im Bild zu sehende sog. „Fünfeckturm“ gehörte zur Anlage der Burggrafenburg.

Die Anfänge Nürnbergs sind eng mit der Entstehungsgeschichte der Burggrafschaft Nürnberg verknüpft. Sie gehen auf die Nürnberger Burg, einer Reichsburg, zurück, die in der ersten Hälfte des 11. Jahrhunderts auf einem Sandsteinfelsen oberhalb der Pegnitz errichtet worden war.
Vermutlich um das Jahr 1040 hatte König Heinrich III. den Bau der Burganlage veranlasst und dabei mit der Schaffung dieses im Bannbezirk des Reichswaldes gelegenen Stützpunktes die Absicht verfolgt, den Einfluss des Fürstbischofs von Bamberg wenigstens teilweise wieder etwas zurückzudrängen. Denn seine Vorgänger hatten dieses Bistum mit allzu großzügigen Schenkungen ausgestattet und dadurch weite Teile des fränkischen Raums der königlichen Herrschaft entzogen.
Erstmals urkundlich erwähnt wurde Nürnberg 1050 in einem kaiserlichen Dokument der Freisprechung einer Leibeigenen namens Sigena. In dem südöstlich des Burgfelsens gelegenen Terrain entwickelte sich in enger Anlehnung an die schützende Burg rasch ein Gemeinwesen, das bereits zwölf Jahre nach der ersten urkundlichen Erwähnung das Marktrecht erhielt.
Um das Jahr 1105 wurden die aus dem niederösterreichischen Geschlecht stammenden Grafen von Raabs mit der Nürnberger Burg belehnt und als Burggrafen eingesetzt. In der Folgezeit schufen diese die Grundlage für ein umfangreiches Territorium, das sich um die Nürnberger Burg entwickelte und später als Burggrafschaft (bisweilen auch als Burggraftum) Nürnberg bezeichnet wurde. Für die Entwicklung der späteren Reichsstadt Nürnberg spielte die Burggrafschaft deshalb eine wichtige Rolle, weil sich in den folgenden Jahrhunderten zu dieser, bzw. deren Nachfolgeterritorien, den zollerschen Markgraftümern Brandenburg-Ansbach und Brandenburg-Bayreuth, eine erbitterte Erbfeindschaft entwickelte.
In dieser frühen Phase der Stadtgeschichte wurde Nürnberg von Kaiser Friedrich I. während seiner Herrschaftszeit (1155 bis 1190) zu einer häufig besuchten Pfalz ausgebaut, wodurch die weitere Entwicklung der Stadt wichtige Impulse erhielt. Im Jahr 1200 erhielt Nürnberg das Stadtrecht und sollte sich in der Folgezeit vor allem aufgrund der günstigen Lage an nordsüdlich und ostwestlich verlaufenden Handelsstraßen, unter anderem der Goldenen Straße, zu einer wichtigen Fernhandelsstadt entwickeln.
Als mit Konrad II. um 1190 der letzte Graf von Raabs ohne männliche Nachkommen verstorben war, trat sein Schwiegersohn Friedrich I. von Zollern sein Erbe an. Vermutlich noch im Jahr 1191 wurde dieser von König Heinrich VI. mit dem Amt des Burggrafen belehnt, womit die Grafen von Zollern, die sich ab der Mitte des 14. Jahrhunderts als Hohenzollern bezeichneten, die Herrschaft in der Burggrafschaft antraten. Damit fiel ihnen auch eine zunächst noch unangefochtene Führungsrolle in der Stadt Nürnberg zu, die zu dieser Zeit das alleinige Verwaltungszentrum des von ihnen beherrschten Machtbereiches bildete.

### Die Entstehung der Reichsstadt

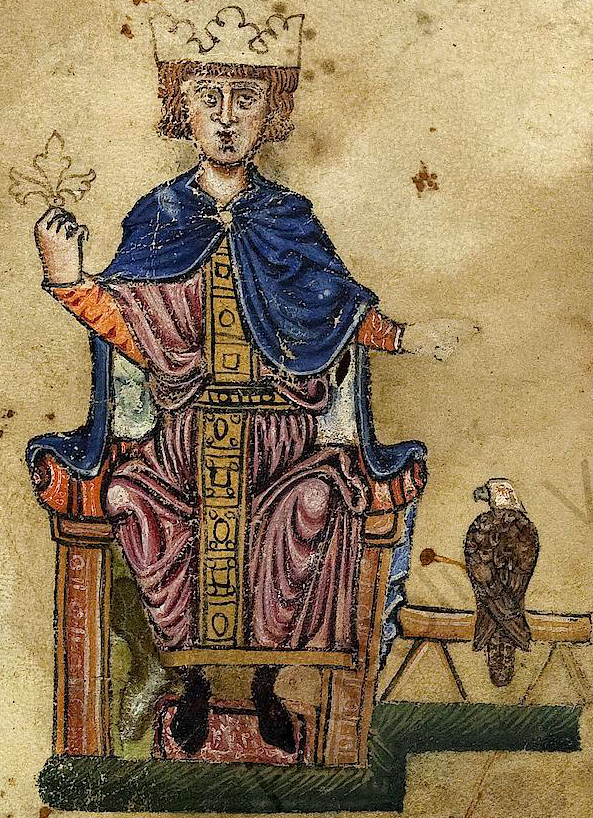
Friedrich II. mit seinem Falken. Aus seinem Buch De arte venandi cum avibus („Über die Kunst mit Vögeln zu jagen“), Süditalien zwischen 1258 und 1266. Città del Vaticano, Vatikanische Apostolische Bibliothek (Cod. Pal. Lat. 1071, fol. 1v)

Beinahe zeitgleich mit der Einsetzung der Zollern als Burggrafen begann eine Entwicklung, die zu einer zunächst nur verhaltenen, dann aber immer nachdrücklicheren Emanzipation der Stadt von der burggräflichen Herrschaft führte. Sie manifestierte sich unter anderem in der Etablierung eines königlichen Schultheißenamtes, dem ab Ende des 12. Jahrhunderts die Verwaltung der städtischen Angelegenheiten oblag. Mit dem 1219 von König Friedrich II. ausgestellten Freiheitsbrief wurde die Stadt unter königlichen Schutz gestellt und erlangte damit den Status der Reichsfreiheit. Der Freiheitsbrief bildete einen wichtigen Meilenstein und markiert den Beginn der Entwicklung, die schließlich zur Herausbildung der territorialen Eigenständigkeit der Reichsstadt Nürnberg führte. Aufgrund ihrer wiederholt bewiesenen Kaisertreue wurden der Stadt auch in den folgenden Jahrzehnten weitere wichtige Privilegien verliehen. 1256 schloss sich die Stadt dem Rheinischen Städtebund an und im Jahr 1320 erhielt sie die begehrte Hochgerichtsbarkeit. Damit war die Entwicklung zu einem selbstständigen Reichsterritorium endgültig abgeschlossen.
Allerdings wurde die erlangte Eigenständigkeit der Stadt bereits kurz darauf wieder ernsthaft gefährdet, als König Ludwig der Bayer das Schultheißenamt 1324 an die Nürnberger Burggrafen verpfändete. 1337 konnte der einflussreiche und finanzkräftige Nürnberger Unternehmer Konrad Groß diese Verpfändung wieder rückgängig machen. Als der patrizisch bestimmte Rat der Stadt für den von Papst Clemens VI. unterstützten luxemburgischen Gegenkönig Karl IV. optierte, wurde er 1348 durch einen hauptsächlich von Handwerkern getragenen Aufstand gestürzt. Die Herrschaft des von den Aufständischen getragenen neuen Rates endete allerdings bereits im folgenden Jahr, nachdem sich Karl IV. in den reichsinternen Auseinandersetzungen hatte behaupten können und am 2. Oktober 1349 die Wiedereinsetzung des alten Rates verfügte und die Wiederherstellung der Verhältnisse befahl, wie sie vor dem Aufstand in Nürnberg herrschten. Er befahl damit ausdrücklich das Verbot der Zünfte und Bündnisse, die in der Stadt zuvor nicht etabliert waren und die der Rat der Aufständischen gestattet beziehungsweise eingerichtet hatte. Im gleichen Jahr fand ein Judenpogrom statt, das zur Vernichtung des jüdischen Ghettos der Stadt führte. An der Vorbereitung des Pogroms war der wieder eingesetzte Rat ebenso beteiligt wie Karl IV. selbst, der vorab dessen Durchführung billigte. Aus Dankbarkeit gegenüber der vom traditionellen Rat erhaltenen Unterstützung verpflichtete der mittlerweile zum Kaiser gekrönte Karl IV. 1356 in der Goldenen Bulle jeden neuen Römisch-deutschen König, seinen ersten Hof- und Reichstag (regalis curia) in Nürnberg abzuhalten. Im Jahr 1365 verpfändete er allerdings das Schultheißenamt ein weiteres Mal an die Nürnberger Burggrafen und es dauerte zwei Jahrzehnte, bis es dem städtischen Rat gelang, das verpfändete Amt und die damit verbundenen Rechte wieder auszulösen. Nachdem dies schließlich 1385 aufgrund einer akuten Finanzknappheit der Burggrafen gelungen war, wurden die Kompetenzen des Schultheißen in der Folgezeit massiv eingeschränkt. Damit sollte einer nochmaligen Bedrohung der städtischen Unabhängigkeit durch eine weitere Verpfändung des Schultheißenamtes begegnet werden. 1424 vertraute der römisch-deutsche König Sigismund Nürnberg die Reichsinsignien zur dauerhaften Aufbewahrung an. 1427 konnte die Reichsstadt die 1420 im Bayerischen Krieg
zerstörte Burggrafenburg von den Nürnberger Burggrafen erwerben. Zusammen mit den damit verbundenen Rechten konnte sich die Stadt damit die endgültige Übernahme der Schultheißenrechte sichern. Neben ihren bis dahin noch gehaltenen Rechten innerhalb der Stadtmauern verkauften die Burggrafen ihren Besitz am Reichswald, behielten sich dort aber einige Rechte in diesem Gebiet vor (unter anderem Wildbann, Lehensrechte, Geleitsrecht und materielle Waldnutzung).

### Der Landshuter Erbfolgekrieg
Zu Beginn des 16. Jahrhunderts fand der Landshuter Erbfolgekrieg statt. Es handelte sich um eine militärische Auseinandersetzung zwischen den beiden Wittelsbacher Linien von Bayern-München und Bayern-Landshut. Anlass für den Ausbruch des Krieges war die Streitfrage, welcher der beiden Linien nach dem Aussterben der männlichen Linie von Bayern-Landshut die Erbfolge im Herzogtum Bayern-Landshut zufallen sollte. Für Bayern-München beanspruchte Herzog Albrecht die Erbfolge, für Bayern-Landshut war es Pfalzgraf Ruprecht. Bereits im Vorfeld des sich anbahnenden Krieges versuchten beide Konfliktparteien, sich die Unterstützung von Bündnispartnern zu sichern. Die Reichsstadt Nürnberg kooperierte mit Herzog Albrecht und schloss im Februar 1504 einen Bündnisvertrag mit ihm ab. Darin wurden der Stadt für den Fall einer militärischen Unterstützung des Herzogs umfangreiche territoriale Zugeständnisse gemacht. Nachdem der Krieg dann tatsächlich ausgebrochen war, kam es zur Konfrontation mit dem kurpfälzischen Kurfürsten Philipp von der Pfalz, der auf der Seite seines Sohnes Ruprecht in den Krieg eingegriffen hatte. Im Sommer 1504 rückten deshalb reichsstädtische Truppen in die östlich der Stadt gelegenen Teile der Kurpfalz ein und besetzten diese. Im September 1504 kam es unter Beteiligung Nürnberger Truppen zur Schlacht von Wenzenbach. Zu den eingenommenen Orten gehörten unter anderem die Städte Lauf, Hersbruck, Altdorf und Velden sowie weitere Ortschaften oder befestigte Plätze, wie etwa Happurg, Engelthal, Betzenstein oder das Schloss Heimburg. Der Landshuter Erbfolgekrieg endete zwar 1505 mit dem Kölner Frieden, die militärischen Auseinandersetzungen der Reichsstadt mit der Kurpfalz setzten sich aber bis in das Jahr 1520 fort, oftmals in der Form von Kleinkriegen. Erst nach jahrelangen Verhandlungen kam schließlich im Dezember 1520 ein Vertrag zustande, in dem der Reichsstadt der weitaus größte Teil der von ihr gemachten Eroberungen überlassen wurde, wobei Hartenstein, die Festung Rothenberg und Betzstein Böhmisches Lehen blieben. Neben einer finanziellen Ausgleichszahlung erhielt die Kurpfalz 1521 lediglich das Amt Heimburg zurück. Mit dem Abschluss dieses Vertrages war es der Reichsstadt gelungen, sich die im Landshuter Erbfolgekrieg angeeigneten Okkupationen als vertraglich garantiertes Eigentum anerkennen zu lassen. Als Mitglied im Schwäbischen Bund trieb Nürnberg mit anderen Handelsstädten die Bekämpfung des Raubrittertums voran, die 1523 bei der Verfolgung des Thomas von Absberg zum Fränkischen Krieg (siehe auch Wandereisen-Holzschnitte von 1523) führte.

### Im Zeitalter der Reformation

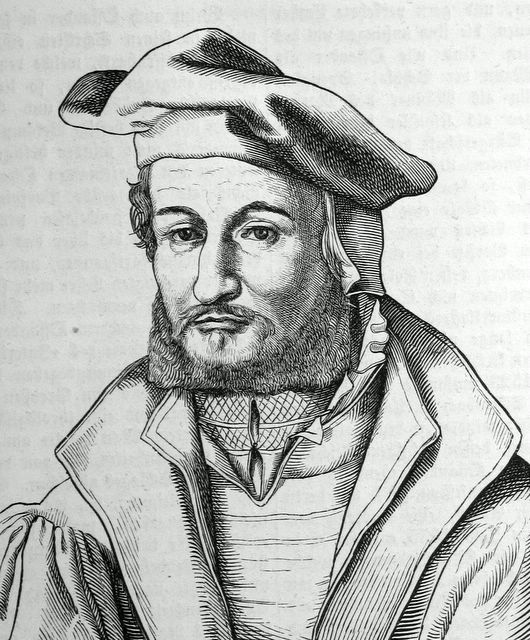
Andreas Osiander (1854).

Die aufklärerischen Visionen der von Martin Luther ausgelösten Reformation stießen in Nürnberg von Beginn an auf einen relativ großen Zuspruch. Bereits im Jahr 1524 erfolgte das offene Bekenntnis der Nürnberger Bürgerschaft zur neuen Lehre. Nach dem Nürnberger Religionsgespräch im folgenden Jahr wurde 1525 die Einführung der lutherischen Konfession im gesamten Territorium der Reichsstadt Nürnberg beschlossen.
Die Reformation in Nürnberg entwickelte sich zwischen 1524 und 1533 als schrittweiser Prozess, der ein geordnetes und stabiles Kirchenwesen zum Ziel hatten. Für den Rat stand von Anfang die Vermeidung einer mit Unruhe einhergehenden Religionsänderung von unten im Mittelpunkt. Gleichzeitig wollte man das Verhältnis zum Kaiser als Oberhaupt und Schutzherr der Stadt nicht gefährden.
In den folgenden Jahren aber wurde die bis dahin stets kaisertreue Stadt aber zunehmend in die Spannungen hineingezogen, die sich aus der Gegnerschaft zwischen dem protestantischen Lager und dem katholisch gebliebenen Haus Habsburg ergaben, das den römisch-deutschen Kaiser stellte. Eine zumindest vorübergehende Entspannung dieser Konfliktsituation trat 1532 ein, als Kaiser Karl V. am 23. Juli des Jahres den Nürnberger Religionsfrieden mit den protestantischen Ständen des Reiches abschloss. Im folgenden Jahr 1533 wurde die gemeinsame brandenburgisch-nürnbergische Kirchenordnung in Kraft gesetzt, mit der der Reformation in der Reichsstadt als auch in den beiden fränkischen Markgraftümern Brandenburg-Ansbach und Brandenburg-Kulmbach ein institutioneller Rahmen gegeben wurde. Als früher Anhänger Martin Luthers führte der Ansbacher Markgraf Georg der Fromme den Protestantismus in seinen Gebieten ein. Zwischen 1527 und 1541 verwaltete er außerdem Brandenburg-Kulmbach für seinen minderjährigen Neffen Albrecht Alcibiades.
Der herausragende Umstand dieser Kirchenordnung war, dass sich die Reichsstadt und das brandenburgisch-ansbachische Markgraftum damit erstmals in einer wichtigen gesellschaftspolitischen Frage auf ein gemeinschaftliches Vorgehen einigten. Allerdings blieb diese Kooperation eine einmalige Episode; bis zum Ende der beiden Territorien konnten sich diese nie mehr zu einer vergleichbar engen Zusammenarbeit durchringen. Während des Schmalkaldischen Krieges schloss sich die Reichsstadt zwar nicht dem Lager der protestantischen Kräfte an, sondern nahm eine neutrale Position ein. Trotz dieser Neutralität musste sie aber nach der protestantischen Niederlage 1547 in Schlacht bei Mühlberg in diesem Konflikt zumindest teilweise das Augsburger Interim einführen. Im Zweiten Markgrafenkrieg verheerte Albrecht II. Alcibiades das Umland und zwang die erfolglos belagerte Stadt zu erheblichen Zahlungen.

### Zweiter Markgrafenkrieg (1552–1554)
Mit dem Zweiten Markgrafenkrieg versuchte Markgraf Albrecht Alcibiades die Zerstörung der wirtschaftlichen Stellung Nürnbergs und durch die Säkularisation der Bistümer Bamberg und Würzburg ein zollerisches Herzogtum Franken zu schaffen. In mehreren grausam geführten Raubzügen verursachte der Markgraf 1552–1554 schwere Verwüstungen in den genannten Gebieten. Besonders schwer betroffen war dabei das Landgebiet Nürnbergs. Die Schäden wurden auf 1.833.315 fl.geschätzt, für das angeworbene Kriegsvolk zahlte die Stadt 3.267.394 fl. Die Schulden der Stadt beliefen sich auf 4,5 Mio. fl. Die Finanzkraft der Reichsstadt wurde dadurch stark geschwächt.

### Der Dreißigjährige Krieg

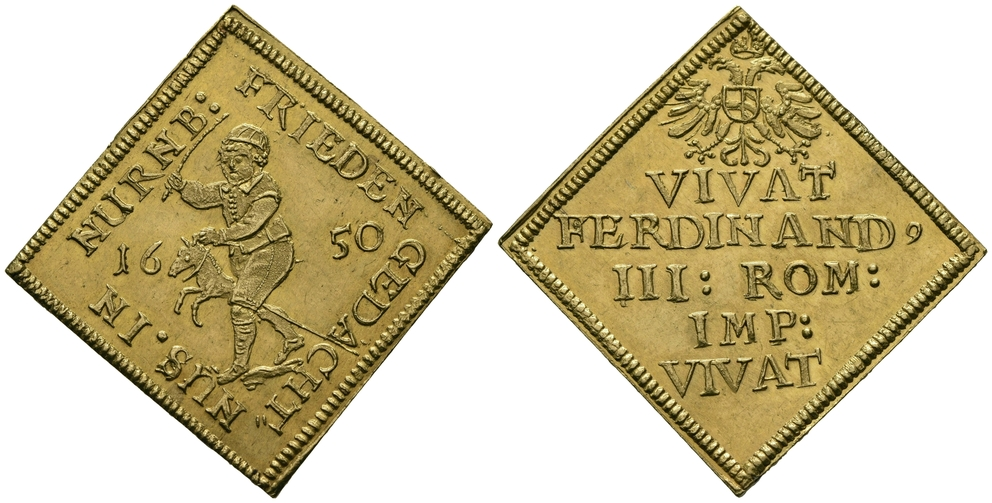
Reichsstadt Nürnberg, Steckenreiter, ein Goldabschlag von den Stempeln der Silberklippe von 1650 auf den Westfälischen Frieden

1609 war Nürnberg zwar der protestantischen Union beigetreten, versuchte aber nach dem Ausbruch des Dreißigjährigen Krieges 1618 über lange Zeit, eine neutrale Stellung einzunehmen. Die protestantische, traditionell aber immer auch kaisertreue Reichsstadt hatte einen offenen Bruch mit dem römisch-deutschen Kaiser, der vom römisch-katholischen Haus Habsburg gestellt wurde, eigentlich vermeiden wollen. Erst mit dem Heranrücken der schwedischen Armee von Gustav Adolf wurde sie schließlich dazu gezwungen, ihre bisherige abwartende Haltung aufzugeben. Als der schwedische König im Jahr 1632 vor der Reichsstadt aufmarschierte, öffnete sie diesem zwar freiwillig, zugleich auch widerstrebend ihre Tore. In der Folgezeit wurde sie durch kaiserliche Streitkräfte über mehrere Monate belagert, konnte sich durch die Anwesenheit der schwedischen Truppen aber ohne größere Probleme militärisch behaupten. Nach der Schlacht an der Alten Veste zogen die kaiserlichen Truppen im September 1632 schließlich ab, während eine kleine schwedische Besatzung zurückblieb. Allerdings führten die der Stadt durch die Einquartierungen aufgebürdeten Kosten und weitere kriegsbedingte Ausgaben wie Kontributionen und die Kriegsschäden im Nürnberger Umland zu einer dramatischen Verschuldung.
Die Schulden der Reichsstadt waren von 1,8 Mio. fl. (1618) auf 7,5 gestiegen. Dies bedeutete einen dauerhaften Strukturbruch in finanzieller und wirtschaftlicher Hinsicht.
Zwischen 1632 und 1635 fielen in Nürnberg allein 25.000 Menschen Krieg und Seuchen zum Opfer. Verwüstung, Bevölkerungsschwund und die Lähmung des Handels durch das Jahrzehnte andauernde Kriegsgeschehen ließen Nürnbergs wirtschaftliche Kraft schwinden.
Bis zum Ende der Reichsstadt konnte diese nicht mehr beseitigt werden und bildete eine wesentliche Ursache für den Niedergang der Stadt in der Folgezeit. 1635 schloss sich die Reichsstadt dem Prager Frieden an, wodurch die Allianz mit den schwedischen Invasoren beendet und die Wiederannäherung an das kaiserliche Lager besiegelt wurde.
Das Kriegsende sah die Stadt ein letztes Mal in ihrer alten Rolle als eines der politischen Zentren des Reichs. 1649/50 beriet und beschloss ein Diplomatenkongress begleitet von glanzvollen Festen den Vollzug der westfälischen Friedensbestimmungen im Nürnberger Exekutionstag.

### Der Niedergang
Nach dem Ende des Dreißigjährigen Krieges lag eine drückende Schuldenlast auf der Reichsstadt. Ihre Rolle als Fernhandelsstadt erlitt in den folgenden Jahrzehnten einen zunehmenden Bedeutungsschwund, weil sich durch die koloniale Expansion der europäischen Seemächte eine tiefgreifende Verlagerung der Handelswege ergab. Der patrizisch bestimmte Rat der Stadt zeigte sich unfähig, auf diese Entwicklungen adäquat zu reagieren und konnte zudem nicht verhindern, dass die Verschuldung noch weiter anwuchs.
Der Rat versuchte zwar mit großen Anstrengungen, den angewachsenen Schuldenberg abzubauen. Doch bürdeten ab 1672 die Reichskriege des 17. und 18. Jahrhunderts mit Frankreich wie der Pfälzische Erbfolgekrieg und den Türken neue schwere Lasten auf. Damals stellte der Fränkische Reichskreis ein stehendes Heer auf, zu dem Nürnberg als dessen Mitglied auf seine Kosten eigene Soldaten beisteuern musste.
Die offensichtliche Inkompetenz des Rates in der Finanzführung erzeugte in der Bürgerschaft einen zunehmenden Unmut, der während des 18. Jahrhunderts zu diversen internen Konflikten führte, die schließlich sogar in einer Klage vor dem Reichskammergericht mündeten. Die drückenden Steuern und der Ausschluss der die Reichsstadt faktisch und wirtschaftlich tragenden Bürgerschaft vom Stadtregiment veranlassten die Kaufmannschaft, schon 1730–1754 gegen den patrizischen Rat Klage am Reichshofrat, allerdings ohne Erfolg, zu erheben. 1786 ging die Bürgerschaft aufs neue gegen den Rat vor. 1792 berief deshalb der Rat ein „Ökonomieverbesserungskollegium“.
Bereits unter dem Eindruck der Französischen Revolution wurde 1794 ein „Haupt- und Grundvertrag“ abgeschlossen, mit der dem sogenannten Genanntenkolleg die Funktion eines reichsstädtischen Parlamentes zuerkannt und eine entscheidende Mitwirkung u. a. in Finanzsachen eingeräumt wurde.

### Das Ende der Reichsstadt
Die gegen Ende des 18. Jahrhunderts angestrebten Modernisierungsmaßnahmen kamen zu spät, um den endgültigen Untergang der Reichsstadt Nürnberg noch verhindern zu können. Mit dem Beginn der Französischen Revolution und den damit verbundenen politischen Umwälzungen sowie den daraus resultierenden militärischen Auseinandersetzungen veränderte sich die politische Großwetterlage grundlegend zuungunsten aller Reichsstädte. Die benachbarten Rivalen der Reichsstadt hatten deren territorialen Besitzstand ins Visier genommen und setzten ihre mit äußerst fragwürdigen Rechtstiteln begründeten Forderungen in der Folgezeit mittels militärischer Gewalt auch durch. Im Jahr 1790 ließ Kurfürst Karl Theodor von Pfalz-Bayern zunächst alle Verträge und Abkommen kündigen, die seit dem Kölner Frieden von 1505 zwischen der Reichsstadt und der Pfalz bzw. Bayern abgeschlossen worden waren. Damit beanspruchte er jenen Teil des reichsstädtischen Landgebietes, den die Stadt infolge ihrer Teilnahme am Landshuter Erbfolgekrieg gewonnen hatte. In den folgenden beiden Jahren besetzten bayerische Truppen schließlich einige Teile dieses Landgebietes, insbesondere den östlich der Pegnitz gelegenen Teil des Pflegamtes Velden. Wenige Jahre später machte Hardenberg als Gouverneur des preußischen Ansbach-Bayreuth seine Ansprüche auf den unmittelbar an die Stadt angrenzenden Teil des Landgebietes geltend. Seine Ansprüche untermauerte er mit jenen Rechten, die sich die Nürnberger Burggrafen 1427 beim Verkauf der Burggrafenburg für diese Gegend vorbehalten hatten. 1796 besetzten preußische Truppen diese Gebiete und schnitten die Stadt damit von ihrem verbleibenden Landgebiet ab. Dieses bestand nur noch aus einer Anzahl größerer und kleiner Exklaven. Angesichts der militärischen Gesamtsituation in Süddeutschland konnte Hardenberg allerdings davon ausgehen, dass seinen Truppen bei der Bevölkerung der okkupierten Gebiete kein Widerstand entgegengebracht werde. Französische Revolutionstruppen hatten im Sommer 1796 mit einer zunächst überaus erfolgreichen Invasion des rechtsrheinischen Reichsgebietes begonnen und eine unter dem Befehl des Generals Jourdan stehende Armee rückte in den Fränkischen Reichskreis ein, der nahezu vollständig besetzt wurde. Ausgenommen davon waren lediglich die preußischen Gebiete, denn Preußen hatte im April 1795 mit dem revolutionären Frankreich den Frieden von Basel geschlossen und war damit aus der Front der gegen die Revolution gerichteten Koalition ausgeschert. Alle preußischen Territorien genossen danach den Status der Neutralität, während die nicht-preußischen Gebiete den Plünderungen der Revolutionstruppen schutzlos preisgegeben waren und sich zudem den maßlosen Kontributionsforderungen der französischen Armeeführung ausgesetzt sahen. Als die von Hardenberg entsandten Truppen daher in die von Preußen beanspruchten Teile des reichsstädtischen Landgebietes einmarschierten, konnten sie mit einem gewissen Wohlwollen der örtlichen Bevölkerung rechnen, denn diese gelangte damit auch unter den Schutz der preußischen Neutralität und blieb vor den kriegsbedingten Begleitumständen verschont, anders dagegen die Reichsstadt und deren übriggebliebene Territorien, diese waren den französischen Repressalien in voller Härte ausgesetzt. Ebenso wie das verbliebene Landgebiet wurde auch die Reichsstadt selbst von französischen Truppen besetzt und musste neben hohen Kontributionszahlungen auch die Drangsalierungen einer Soldateska hinnehmen. Nach dem Abzug der Revolutionstruppen wurden deshalb massive Forderungen in der Nürnberger Bürgerschaft laut, die eine freiwillige Unterstellung der Reichsstadt unter preußische Herrschaft forderten. Der Rat der Stadt gab diesen Forderungen schließlich nach und unterzeichnete am 2. September 1796 einen Vertrag, mit dem die Reichsstadt Nürnberg der preußischen Landeshoheit unterstellt wurde. Daraufhin rückten preußische Truppen in das Stadtgebiet und die restlichen reichsstädtischen Territorien ein. Die preußische Regierung in Berlin lehnte allerdings die Bestätigung des Vertrages ab, weil sie im Falle einer Ratifizierung Spannungen mit Österreich und Russland befürchtete. Zudem hätte Preußen damit auch die inzwischen immense Schuldenlast der Reichsstadt übernehmen müssen. Die freiwillige Unterwerfung der Stadt unter preußische Hoheit war somit gescheitert und die preußischen Truppen zogen nach wenigen Wochen wieder ab. Damit wurde allerdings die Agonie der Reichsstadt lediglich noch einmal um ein Jahrzehnt verlängert. Im Reichsdeputationshauptschluss wurde sie 1803 zwar noch einmal verschont, aber drei Jahre später wurde sie 1806 mit der Rheinbundakte, geschlossen am 12. Juli 1806 in Paris, mit dem Artikel 17 ihrer Selbständigkeit beraubt und dem Königreich Bayern als Besitz übergeben. Das Ende der Reichsstadt Nürnberg ist mit dem Ende ihres Steuersystems gleichzusetzen, das am 15. September 1806 mit der Übergabe durch das französische Heer an Bayern zu bestehen aufhörte.

## Bevölkerungszahl
In Nürnberg sind im Gegensatz zu vergleichbaren Städten keine exakten Bevölkerungszahlen überliefert. Um die Mitte des 15. Jahrhunderts kann man anhand von Fronlisten bzw. Lebensmittelzuteilungen von einer Bevölkerungszahl von über 20.000 Einwohnern ausgehen. Aus den Angaben des sogenannten Grabenbuchs, das von Heinrich Kaufer zur Zeit der Hussitenkriege angelegt, ergibt sich eine errechnete Bevölkerungszahl von 22.800 Einwohnern. Das Nürnberger Reichssteuerregister der Lorenzer Stadthälfte von 1497 lässt auf 8.376 Haushalte und mindestens 28.000 Menschen innerhalb der Stadtmauern und auf mindestens 54.000 Menschen im damals noch eher kleinen Landgebiet der Reichsstadt (der „Alten Landschaft“) schließen. Für die Zeit um 1525 liegen Schätzungen um 30.000 bis 40.000 Einwohner vor, anhand des Getreideverbrauchs in den 1560er Jahren wird von 40.000 bis 50.000 Einwohnern ausgegangen und nach einer Bevölkerungszählung des Nürnberger Rats von 1627 lebten damals 39.128 Einwohner in Nürnberg. Nürnberg war also damals nach Köln die bevölkerungsreichste Stadt des Reichs.
beim Übergang an Bayern im Jahr 1806 ergab die Volkszählung noch 25.126 Einwohner.

## Politische Außenwirkung
Die Reichsstadt Nürnberg war nicht nur eines der wichtigsten und führenden Mitglieder des Fränkischen Reichskreises, sie war auch die ausschreibende Stadt dieses Kreises. Ebenso war sie als weltlicher Reichsstand Mitglied der Schwäbischen Bank im Reichsstädtekollegium des Reichstages. Eine besondere Rolle kam ihr als Tagungs- und Kongressort zu, ebenso als Sitz des ersten Reichsregiments und stellte einen erheblichen Anteil des Militäraufkommens des Fränkischen Reichskreises. Zugleich war sie in dessen Militärbündnisse eingebunden.
siehe auch Liste der Regimenter des fränkischen Reichskreises

## Innere Entwicklung

### Verwaltung
Der Bildung des Rates der Stadt vollzog sich etwa ab der Mitte des 13. Jahrhunderts. Um das Jahr 1400 war dessen Entwicklung im Wesentlichen abgeschlossen und von diesem Zeitpunkt an bestand der Stadtrat aus einem Inneren Rat (kleinen) mit 42 Mitgliedern und einem aus 200 bis 300 Genannten bestehenden Äußeren Rat. Letzterer hatte allerdings nur eine relativ geringe Bedeutung. Die eigentliche Stadtregierung lag bei einem als geheimer Rat fungierenden Ausschuss, der sich aus sieben Mitgliedern des inneren Rates zusammensetzte. 1348 fand in der Stadt zwar ein Handwerkeraufstand statt, in dessen Folge wurde der Kleinere Rat 1370 um 16 Mitglieder erweitert. Als Zugeständnis an die Handwerker – immerhin zahlenmäßig die stärkste Bevölkerungsgruppe – wurde je ein Vertreter der acht angesehensten Gewerbe zum Rat zugelassen, doch blieb diesen eine entscheidende Mitwirkung am Stadtregiment versagt. Zeitgleich mit den Handwerksherren wurden jedoch weitere acht Mitglieder der patrizischen Familien – die sogenannten Alten Genannten – in den Rat aufgenommen. Allerdings hatte diese Änderung lediglich kosmetischen Charakter, denn bis zum Ende der Reichsstadt war die Stadtherrschaft auch weiterhin fast ausschließlich patrizisch geprägt, wie sich in der sozialen Struktur zeigt.
Das Gesamtregiment oder die obrigkeitliche Herrschaft in Exekutive, Legislative und Jurisdiktion in der Reichsstadt und später im ausgedehnten Landgebiet kam ausschließlich und exklusiv dem patrizischen Kleineren Rat zu, der später auch Magistrat genannt wurde. Er setzte sich seit 1370 aus 34 patrizischen Ratsherren und den acht „Ratsfreunden vom Handwerk“ zusammen. Die Mitglieder aus dem Patriziat stellten die 26 Bürgermeister und die acht Alten Genannten. Die 26 Bürgermeister teilten sich in seit 1392 so bezeichnete 13 Ältere und 13 Jüngere Bürgermeister, die paarweise je vier Wochen gemeinsam regierten („Frager“), wobei der Ältere Bürgermeister die Ratssitzungen leitete und der Jüngere dem Gericht vorstand.
Aus dem Kleineren Rat heraus kam das Septemvirat als eigentliche Regierung, an deren Spitze ein Triumvirat von drei Obersten Hauptleuten stand. Der im frühen 14. Jahrhundert entstanden Größere Rat besaß dagegen nur untergeordnete Bedeutung und konnte erst ab 1794 mehr Einfluss erlangen. Ursprünge größerer städtischer Behörden waren die Ratskanzlei für das Gerichtswesen, das Losungamt für die Finanzverwaltung sowie das Bauamt.
Der Erste oder Vorderste Losunger war ab 1402 das oberste Amt der Stadtverwaltung galt als Primus inter pares des Septemvirats und war als Stadtkämmerer tätig. Er wurde vom Losungsschreiber unterstützt, dem Buchhalter der Stadtkasse, in der die Losungen (Einkommenssteuer, die auf Selbsteinschätzung beruhte und beeidigt werden musste) verwaltet wurden. Der Zweite Losunger (auch als Duumvir bezeichnet) übte andere wichtige Ämter wie das des Kirchenpflegers aus während der Dritte Losunger aus dem Handwerkerstand kam und nur beratende und repräsentative Funktion hatte.
Im Laufe des 16. Jahrhunderts wurden weitere Zentralbehörden für spezielle Aufgaben und die Verwaltung des Landgebiets geschaffen.

#### Stadtalmosenamt und Landesalmosenamt
Zur Armenfürsorge im Stadtgebiet war das Stadtalmosenamt tätig, das nach der Reformation 1525 das Stiftungsvermögen des Reichen Almosens verwaltete, zu dem noch der beträchtliche Kirchen- und Klosterbesitz im Stadtgebiet kam.
Im Zeitalter der Reformation nahm der Rat der Reichsstadt Nürnberg die Aufsicht über Einhebung, Verwaltung usw. der „Almosen“ (d. h. die Armenfürsorge) in seine Hand. Als Einkünfte verstand man zeitgenössisch „alle von alters her gestifteten spend, seelbad, auch was in die almosenstöck in die kirchen eingelegt und sonsten von guten leuten darzu gegeben werden möchte“, 1524 bestimmte ein Ratsverlass, dass „der beden brobst und pfarrkirchen, aller gestiften selgereth und des reichen almusens, auch des almusens haussarmer leut zinss, gült, gefell und aufheben in ainen kasten ze pringen“ sei (Winkler: Der Grundbesitz, S. 161).
Insbesondere das „Reiche Almosen“ und die beiden großen Nürnberger Pfarrkirchen St. Lorenz und St. Sebald verfügten über einen ausgedehnten und zahlreichen Grundbesitz mit Einnahmen hieraus. Um diese besser verwalten zu können, untergliederte bereits 1524 das Almosenamt in ein Stadt- und ein Landesalmosenamt. 1527 spaltete sich vom Stadtalmosenamt noch das Kirchenamt ab.
Das Landalmosenamt diente der Fürsorge im Landgebiet der Reichsstadt und verwaltete nach der Reformation 1525 und Auflösung der Klöster die ehemals kirchlichen Besitzungen im Nürnberger Umland. Ende des 18. Jahrhunderts waren dies noch 449 Höfe, 581 Güter und 372 Grundstücke in über 500 Ortschaften.
Das Landesalmosenamt zog die Einkünfte aus den Besitzungen in den Gebieten der Reichsstadt Nürnberg außerhalb der Stadtmauern ein, während das Stadtalmosenamt die Einkünfte (Zinsen, Gattergelder, Legate und das Opferstockgeld) aus den Häusern und Gärten innerhalb der Stadt bezog. Das Landalmosenamt übernahm auch die Verwaltung der außerhalb gelegenen Erträge des Reichen Almosens, deren Einkünfte es dann an das Stadtalmosenamt auszahlte (vgl. Horst-Dieter Beyerstedt: Reiches Almosen, in: Stadtlexikon Nürnberg, 2. Aufl. Nürnberg 2000, S. 872).
Sitz des Almosenamts war kurzzeitig das Haus des Klaus Helcher in der Schildgasse und seit 1529 das säkularisierte Augustinerkloster (Kirche: St. Veit). Der Pfleger des Landesalmosenamts unterstand der Aufsicht von vier Oberalmospflegern oder Almosherren.
Das Landalmosenamt verwaltete die extra muros gelegenen Güter folgender aufgelöster bzw. aussterbender Klöster, der Kirchen und Altarpfründen:
- Augustinerkloster (seit 1525)
- Egidienkloster (seit 1525)
- Karmeliterkloster (seit 1525)
- Kartäuserkloster (seit 1525)
- Katharinenkloster, Altarpfründe (seit 1533)
- Klarakloster, Marienaltarpfründe (seit 1530)
- Franziskanerkloster (seit 1543)
- Kloster Himmelthron (Gründlach) (seit 1526)
- Kirche St. Lorenz
- Kirche St. Sebald
- Frauenkirche (seit 1525)
- die Findel
- Heilig-Kreuz-Pilgerspital (seit 1532)

Ausgenommen von der Kompetenz des Landesalmosenamts waren die Besitzungen der aufgehobenen Klöster Engelthal, St. Katharina, St. Klara und des Heilig-Geist-Spitals, für die jeweils eigene Ämter gebildet wurden (Pflegamt Engelthal, Katharinenamt, Klarenamt, Spitalamt). Nur die Altarpfründe wurden von jenen Klöstern auch vom Landalmosenamt mitverwaltet.

### Soziale Struktur
Nach der endgültigen Etablierung des Patriziats als oligarchischer, wenige Familien umfassender, stadtadeliger Stand im ersten Viertel des 16. Jahrhunderts sehen wir in Nürnberg eine hierarchisch aufgebaute Fünfständegesellschaft, deren soziale Abgrenzungen durch Titel, Kleidung und Lebensaufwand exakt definiert, deren Übergänge bezüglich Reichtum und Wirtschaftskraft aber fließend waren.
War in Nürnberg zunächst noch die Aufnahme in den Kreis der reichsstädtischen Oberschicht möglich, erfolgte 1521 mit dem Tanzstatut der Abschluss nach außen.
Den ersten Stand bildeten die ratsfähigen Geschlechter, das Patriziat, den zweiten Stand die Großkaufleute des Größeren Rats sowie die bedeutenden Juristenfamilien. Als dritter Stand folgten dann die übrigen Kauf- und Handelsleute des Größeren Rats sowie die acht Ratsherren aus dem Handwerkerstand. Der vierte Stand umfasste die Kleinhändler und Handwerker(-meister) des Größeren Rats und schließlich der fünfte Stand alle übrigen Bürger der Stadt. Dem ersten bis vierten Stand gehörten von etwa 50.000 Einwohnern Nürnbergs im 16. Jahrhundert nur etwa 400–450 Personen an.
Seit der zweiten Hälfte des 14. Jahrhunderts lag der Anteil der Nürnberger Handwerker bei ca. 50 % der Gesamtbevölkerung, um 1600 eher bei mehr, um 1800 darunter. Dennoch gelang es den Handwerkern mit Ausnahme des kurzen Zeitraums des sogenannten Handwerkeraufstands 1348/49 nie, politisches Gewicht zu erringen. Sie blieben bis zum Ende der reichsstädtischen Zeit dauerhaft ohne jeden Einfluss auf die politische Entwicklung Nürnbergs wie auf seine Verwaltung und Gerichtsbarkeit. Und dies, obwohl seit 1370 acht Ratsfreunde aus dem Handwerk im Kleineren Rat vertreten waren (Rindsmetzger, Kürschner, Tuchmacher, Rotbier- bzw. seit 1724 Weißbierbrauer, Bäcker, Blechschmiede bzw. seit 1543 die Silberarbeiter des Goldschmiedehandwerks, Schneider, Rotgerber) und obwohl die im 16. Jahrhundert endgültig festgefügte Nürnberger Ständeordnung einige Handwerksmeister aufgrund ihrer Zugehörigkeit zu Ratsgremien in ihrem sozialen Prestige und Ansehen aus der Masse hervorhob. Zünfte waren bis in die Zeit der bayerischen Innungen des 19. Jahrhunderts untersagt.
Als sich die finanzielle Lage der Stadt in der zweiten Hälfte des 18. Jahrhunderts zunehmend verschlechterte, machten sich 1787 die 50 im Genanntenkollegium des Größeren Rats vertretenen Kaufleute zum Wortführer im Streit gegen die patrizische Alleinherrschaft, der dann 1794 in den sogenannten Grundvertrag mündete, in dem der Größere Rat mehr Gewicht erlangte und ihm wichtige Kompetenzen verliehen wurden.
Im Grundvertrag wurde die Stadtverfassung erstmals auch offiziell verschriftlicht. Neben den Kleineren Rat trat nun ein aus dem Größeren Rat, der mit jeweils 70 Patriziern, Kaufleuten und Handwerkern sowie je 20 Gelehrten und Beamten auf 250 Personen beschränkt wurde, generierter 17-köpfiger Ausschuss (7 Patrizier, die 4 Marktvorsteher und 2 weitere Kaufleute, 3 Handwerksmeister und der bürgerliche Ratskonsulent). Der Größere Rat hatte fortan bei allen Steuerangelegenheiten ein Zustimmungsrecht und musste in allen Fragen von Staatsverträgen, Veräußerungen von Staatsvermögen und Kreditaufnahmen angehört werden. Mit dem Übergang der Reichsstadt an Bayern und der Entmachtung des Patriziats wurde die Kaufmannschaft endgültig zum tonangebenden Stand in Nürnberg, obwohl das Nürnberger Patriziat sich im Selekt des Nürnberger Patriziats dagegen zu wehren versuchte.

### Wirtschaft

#### Gewerbe
Da die Stadt in der unmittelbaren Umgebung kein Absatzgebiet besaß, war sie von Anfang an darauf angewiesen, für die Abnahme ihrer Waren sich ein weites Handelsgebiet zu schaffen. Dazu bedurfte es Handelsartikel, die überall Abnehmer fanden und bei denen keine allzu große Konkurrenz zu fürchten war. Es waren dies vor allem die Erzeugnisse des Nürnberger Metallgewerbes, die im Mittelalter für Nürnberg von ähnlich großer Bedeutung waren wie z. B. die Tuche für Flandern, die Leinwand für die oberschwäbischen Reichsstädte, der Wein für die Rhein-, Main- und Neckarstädte und das Salz für Hall. Metallwaren  wurden nirgends in solcher Qualität und Vielfalt hergestellt wurde, wie eben in Nürnberg. Günstige Voraussetzungen für die Entwicklung des Nürnberger Metallhandwerks fanden sich in den nahegelegenen Eisenerzlagern in der Region um Amberg in und denen der Fränkischen Alb, im Fichtelgebirge und auch im Böhmen. Nürnberger Patrizier waren an der Oberpfälzer Hammereinigung beteiligt, die das benötigte Eisen lieferte.
Der billige Bezug vor allem von Eisen war für die Nürnberger Metallindustrie existenziell. Das benötigte Rohmaterial für die Metallverarbeitung war daher vom Einfuhrzoll befreit.
Im aufblühenden Nürnberger Metallhandwerk zeigte sich sehr früh eine hohe Spezialisierung, so dass im Jahr 1400 mehr als 40 Gewerbe verzeichnet waren: Waffenschmiede, Plattner oder Harnischmacher, Panzerhemdmacher, Haubenschmiede, Klingenschmiede usw.zählten zu den ältesten Nürnberger Handwerken.
Es blieb jedoch nicht allein bei der Waffenschmiedekunst, auch andere Zweige des Metallhandwerkes entwickelten sich, wie die Werke der Erzgießer Peter Vischer und Pankraz Labenwolfs zeigen.

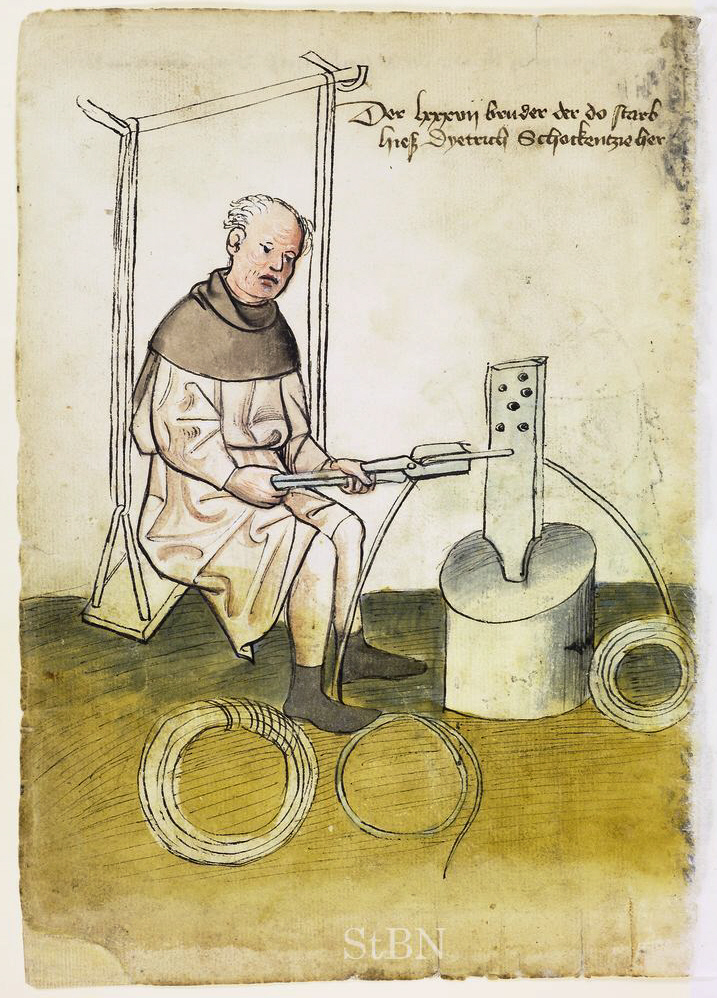
Der Drahtzieher Dietrich Schockenzieher, um 1425. Der mechanische Drahtzug war eine bahnbrechende Nürnberger Erfindung des 14. Jahrhunderts

Der Übergang vom Mittelalter zur Neuzeit war für die Reichsstadt nicht nur der Gipfel ihrer machtpolitischen Bedeutung, er war zugleich auch der Höhepunkt ihres wirtschaftlichen Prosperität. Zu dieser Zeit, insbesondere aber in der wenig später einsetzenden Reformationszeit gedieh das Wirtschaftsleben ganz besonders. Der Nürnberger Witz, d. h. der Erfindungsreichtum Nürnberger Handwerksmeister erwies sich als unschlagbarer Wettbewerbsvorteil.
Einer der bedeutendsten Wirtschaftszweige war die Waffenherstellung, in der die Stadt eine herausragende Rolle einnahm. Eine wesentliche Grundlage dafür bildeten vor allem die Mühlen entlang der durch das Stadtgebiet Nürnbergs fließenden Pegnitz, wie der Hadermühle. In diesen Mühlen wurden auch Endlo
sdrähte produziert, die als Vorprodukt für die Waffenherstellung benötigt wurden und auf deren Herstellungsverfahren die Stadt ein über lange Zeit geheim gehaltenes Monopol besaß. Auch der Guss von Geschützen war ein wichtiger Wirtschaftszweig. Im handwerklichen Sektor waren außerdem die Goldschmiedekunst, die Zinngießerei und die Herstellung von Uhren bedeutsam. In letzterem Gewerbe machte sich vor allem Peter Henlein als Erfinder einer der ersten tragbaren Uhren einen besonderen Namen, so auch die Nürnberger Zirkelschmiede wie Hans Hautsch.
Die strikte Ordnung des Rates, die bis zu Auswanderungsverboten ging, lähmte ab der zweiten Hälfte des 17. Jahrhunderts die Weiterentwicklung und verhinderte Modernisierungen in Handwerk und Produktion.
Das eigene heimische Gewerbe blieb weiterhin stark exportorientiert. So arbeiteten im Jahre 1800 noch 1.581 Werkstätten für den Export der typischen Nürnberger Waren (Musikinstrumente, Zeichengeräte, Messinstrumente, leonische Drahterzeugnisse, Metallfolien, Glasspiegel, Spielzeug, Bleistifte, Papier, Messer, Nadeln, Nägel und Stifte etc.). Exportiert wurden 1803, also vor der von Napoleon verhängten Kontinentalsperre, laut der vom Handelsvorstand geführten Bestättermanualien 276.668 Zentner Waren.

#### Handel
Der Fernhandel stellte für die Reichsstadt einen ihrer wichtigsten Wirtschaftsfaktoren dar. Grundlage dafür waren insbesondere die zahlreichen Befreiungen oder Vergünstigungen bei der Zollentrichtung auf vielen Fernhandelsrouten. Diese waren der Stadt entweder durch kaiserliche Privilegien verliehen worden, oder sie hatte sie sich auf Gegenseitigkeit durch vertragliche Regelungen zusichern lassen. Ergänzt wurden diese Aktivitäten durch die Beteiligung an der Finanzierung von wirtschaftlichen Unternehmungen in anderen Ländern. Die Nürnberger Börse diente im 16. Jahrhundert als Bindeglied im Handel zwischen Italien und anderen europäischen Wirtschaftszentren. Über Venedig wurde ein reger Warenaustausch mit der Levante betrieben. In Venedig, im Fondaco dei Tedeschi, unterhielten Nürnberger Kaufleute eigene Faktoreien.
Mit dieser Spätblüte um 1600 ist aber zugleich durch das Ausscheiden des Patriziats aus dem reichsstädtischen Handel gekennzeichnet. An die Stelle des Patriziats traten bürgerliche Kaufleute und zunehmend Nichtnürnberger – insbesondere Niederländer und Italiener, wie beispielsweise Bartholomäus Viatis. Ihr wirtschaftlicher Erfolg und damit die internationale Bedeutung Nürnbergs und der vom Nürnberger Handwerk produzierten Waren lassen sich bis in die 1630er Jahre belegen. Die Kaufmannschaft organisierte sich mit Zustimmung des Rats 1560/66 im Handelsvorstand. Auf dessen Drängen richtete der Rat 1621 einen Banco Publico ein, eine Wechsel- und Girobank, die den überregionalen Zahlungsverkehr erleichterte.
Obwohl die Bevölkerung der Stadt von etwa 40.000 Einwohnern um 1630 nach dem Dreißigjährigen Krieg auf etwa 25.000 geschrumpft war, und sich die Handwerksbetriebe der Stadt um 35 % von 3.700 vor 1618 auf 2.401 im Jahr 1797 reduziert hatten, war die Stadt ein bedeutendes Handelszentrum geblieben, das mit etwa 100 Handelshäusern auf den Messen und Märkten Mitteleuropas vertreten war und in Beziehungen zu Indien, Süd- und Nordamerika stand. Nürnberg war um 1800 der wichtigste Umschlagplatz Süddeutschlands für zunehmend nachgefragte Kolonialwaren wie Tabak, Kaffee, Tee, Schokolade, Zucker.

### Kultur

Albrecht Dürer

Das 15. und 16. Jahrhundert war die Blütezeit der kulturellen und künstlerischen Aktivitäten. In dieser Zeitperiode hatte das Kulturleben eine weit über die Region hinausgehende Bedeutung. Dazu trugen zahlreiche Künstler bei, wie etwa die Maler Albrecht Dürer und Michael Wolgemut, die Bildhauer Adam Kraft und Veit Stoß, oder auch Erzgießer, wie die Familie Vischer (insbesondere Peter Vischer der Ältere). Weiterhin hatten unter anderem mit Martin Behaim, Hans Leo Haßler, Hans Sachs, Willibald Pirckheimer und Regiomontanus auch namhafte Gelehrte, Musiker und Dichter einen wichtigen Anteil am Kulturleben der Reichsstadt.
In Altdorf gründete die Stadt 1575 eine Akademie, die 1622/23 zur Universität Altdorf erhoben wurde. Im späten 16. und der 1. Hälfte des 17. Jahrhunderts erlebte die Reichsstadt eine kulturelle Spätblüte, die vor allem vom Goldschmiedekunst- (Wenzel Jamnitzer, Christoph Jamnitzer, Hans Pezolt), Elfenbeindrechsler- und Glasschneiderhandwerk getragen wurde. Eine führende Stellung behauptete Nürnberg weiterhin im Bereich der Buchillustration (Jost Ammann, 1539–1591, Maria Sibylla Merian), der Literatur (Meistersinger, Pegnesischer Blumenorden) und der Musik (Johann Pachelbel, 1653–1706).
Doch auch nach dem Dreißigjährigen Krieg erlebten Architektur und Kultur eine Spätblüte: Weltlicher Barock hielt in den großen patrizischen und bürgerlichen Gartenanlagen vor den Stadtmauern Einzug, und die evangelische Reichsstadt leistete mit dem Neubau der durch Brand zerstörten Egidienkirche Anfang des 18. Jahrhunderts einen bedeutenden Beitrag zur barocken Sakralarchitektur Mittelfrankens.

## Landgebiete der Reichsstadt Nürnberg

Reichsstädtisches Landgebiet von Nürnberg 1505–1806

Der Erwerb von territorialem Besitz außerhalb der Stadtmauern gestaltete sich für die Reichsstadt über einen längeren Zeitraum als relativ schwierig, weil sie sich mit der die Stadt umschließenden Burggrafschaft Nürnberg einem machtvollen Rivalen gegenübersah. Die ersten Aktivitäten zur Erwerbung von Landbesitz gingen zunächst von einzelnen Stadtbürgern aus, weshalb diese sich auch als Eigenherren der von ihnen erworbenen Besitztümer bezeichneten. Ab der Mitte des 14. Jahrhunderts übernahm aber immer mehr der städtische Rat die Initiative bei der Vergrößerung des reichsstädtischen Territorialbesitzes.
1427 gelang es dem Rat, mit dem Kauf der Nürnberger Burggrafenburg auch die Sebalder und Lorenzer Reichswälder zu erwerben, die sich beiderseits der Pegnitz erstreckten und nahezu direkt an die östlichen Stadtmauern grenzten. Den größten Gebietszuwachs konnte Nürnberg jedoch im Landshuter Erbfolgekrieg erzielen. Mit dem gewonnenen Landgebiet der „Neuen Landschaft“ wurde sie zur Reichsstadt mit dem größten territorialen Besitzstand mit rund 1.200 Quadratkilometern auf dem Boden des heutigen Deutschlands.

### Die „Alte Landschaft“
Die „Alte Landschaft“ war das Gebiet außerhalb der Nürnberger Stadtmauern, gelegen hauptsächlich zwischen den sog. Grenzwässern Erlanger Schwabach, Regnitz/Rednitz und Schwarzach. Es umfasste die Vorstädte Gostenhof (seit 1342 burggräfliches Lehen der Nürnberger Familie Waldstromer, seit 1477 Nürnberger Pflegamt) und Wöhrd (Teil des burggräflichen Amts der Veste, zusammen mit diesem 1427 von Nürnberg erworben) ebenso wie die Sebalder und Lorenzer Reichswälder und das Knoblauchsland. Die Reichswälder waren ursprünglich Reichsgut. Das Reichslehen im südlichen Lorenzer Reichswald hatten zusammen die Nürnberger Familien Waldstromer (1396 von Nürnberg erworben) und Koler (1372 von Nürnberg erworben) inne, dasjenige im nördlichen Sebalder Reichswald, zu dem auch das Knoblauchsland zählte, die Burggrafen. Diese erwarb die Stadt 1427 zusammen mit der Burggrafenburg und dem Amt der Veste. Einige Rechte der Reichsstadt, vor allem die Hochgerichtsbarkeit (Fraisch), wurden seit 1427 von den Burggrafen von Nürnberg (den späteren Markgrafen von Ansbach/Kulmbach-Bayreuth) bestritten. 1583 wurden sie diesen im sogenannten Fraischprozess vor dem Reichskammergericht zwar zugesprochen, sie blieben aber steter Streitgegenstand zwischen beiden Parteien.
Der Reichswald mit seiner Forstwirtschaft hatte eine grundlegende Bedeutung für die wirtschaftliche Entwicklung der Stadt Nürnberg sowohl als Lieferant von Bauholz für den Bau von Gebäuden, Brücken und Wehranlagen, wie auch als Energielieferant zur Gewinnung von Holzkohle für die Erzverhüttung, Metallverarbeitung und für die Papierproduktion.
Vogteiliche und grundherrschaftliche Rechte übten vor 1790 in der „Alten Landschaft“ vor allem die beiden Waldämter Sebaldi und Laurenzi aus, das Pflegamt Gostenhof sowie das Amt der Veste mit dem Richteramt Wöhrd. Gerichtsinstanzen waren die Gerichtsherren der jeweiligen Untertanen, das Nürnberger Bauerngericht, die Forstgerichte der beiden Reichswälder sowie das Zeidelgericht in Feucht. Innerhalb, aber vor allem außerhalb der „Alten Landschaft“ gab es zudem einen gewaltigen Streubesitz mittelbarer Herrschaften und Rechte Nürnberger Bürger und ehemals geistlicher Institutionen – wie der im 16. Jahrhundert säkularisierten Nürnberger Klöster – oder Institutionen der Wohltätigkeitsfürsorge, hier vor allem des Heilig-Geist-Spitals. Dieser Streubesitz erstreckte sich geographisch vom Steigerwald und der Fränkischen Schweiz im Norden bis in den Raum um Gunzenhausen und Greding im Süden, von Ansbach im Westen bis zum Jurabogen im Osten. Allein das Nürnberger Landalmosenamt – zuständig unter anderem für den Landbesitz der ehemaligen Nürnberger Klöster – verwaltete um 1790 Besitzungen in über 500 Orten. Innerhalb der „Alten Landschaft“ verfügte Nürnberg, den Streubesitz mitgerechnet, im Jahr 1497 in 780 Orten über etwa 28.000 Personen, die in 5.780 Haushalten lebten. Diese Hintersassen waren der Reichsstadt zu Huldigung, Gehorsam, Heeresfolge und zur Entrichtung von Steuern verpflichtet.
Die mitunter unklaren Besitzverhältnisse in der alten Landschaft führten zu fortwährenden Spannungen mit anderen Grundherren, so in Kornburg mit 51 markgräflichen und 23 nürnbergischen Anwesen.

### Die „Neue Landschaft“
Die 1504/05 im Landshuter Erbfolgekrieg erworbene „Neue Landschaft“ wurde von Pflegämtern in Altdorf (Landkreis Nürnberger Land), Betzenstein (mit Stierberg; beide Landkreis Bayreuth), Engelthal (Landkreis Nürnberger Land), Hersbruck (Landkreis Nürnberger Land), Hiltpoltstein (1503 gekauft; Landkreis Forchheim) mit Hohenstein und Wildenfels (1505 und 1511 gekauft; Landkreis Nürnberger Land), Lauf, Reicheneck mit Burg Reicheneck und Velden (Landkreis. Nürnberger Land) mit Hauseck (Lkr. Amberg-Sulzbach) verwaltet. Das Pflegamt Gräfenberg (Lkr. Forchheim), zwischen 1347 und 1536 sukzessive durch Nürnberger Familien bzw. die Reichsstadt erworben, zählte ebenso wie das 1406 gekaufte Pflegamt Lichtenau bei Ansbach zur „Neuen Landschaft“. Die Struktur der Nürnberger Pflegämter lehnt sich dabei oft an die pfälzische/bayerische Ämterstruktur vor 1504 an.
Die Nürnberger Pflegämter wurden 1513 dem neugeschaffenen Landpflegamt als „Mittelbehörde“ unterstellt. Im Gegensatz zur „Alten Landschaft“ waren die Pflegämter der „Neuen Landschaft“ mit Steinen ausgemarkte Territorien, in denen die Reichsstadt unumstritten ihre Justiz-, Finanz- und Verwaltungshoheit ausübte. Lediglich in den Pflegämtern Altdorf und Lauf, die teilweise in die Reichswälder hineinreichten, bestritten die Markgrafen die Fraisch ebenfalls. Die Selbstverwaltungsrechte der Städte Altdorf (ab 1575 zusätzlich mit der Akademie/Universität Altdorf), Lauf, Hersbruck, Velden, Betzenstein und Gräfenberg blieben auch unter der Nürnberger Verwaltung bestehen.

### Territoriale Gliederung

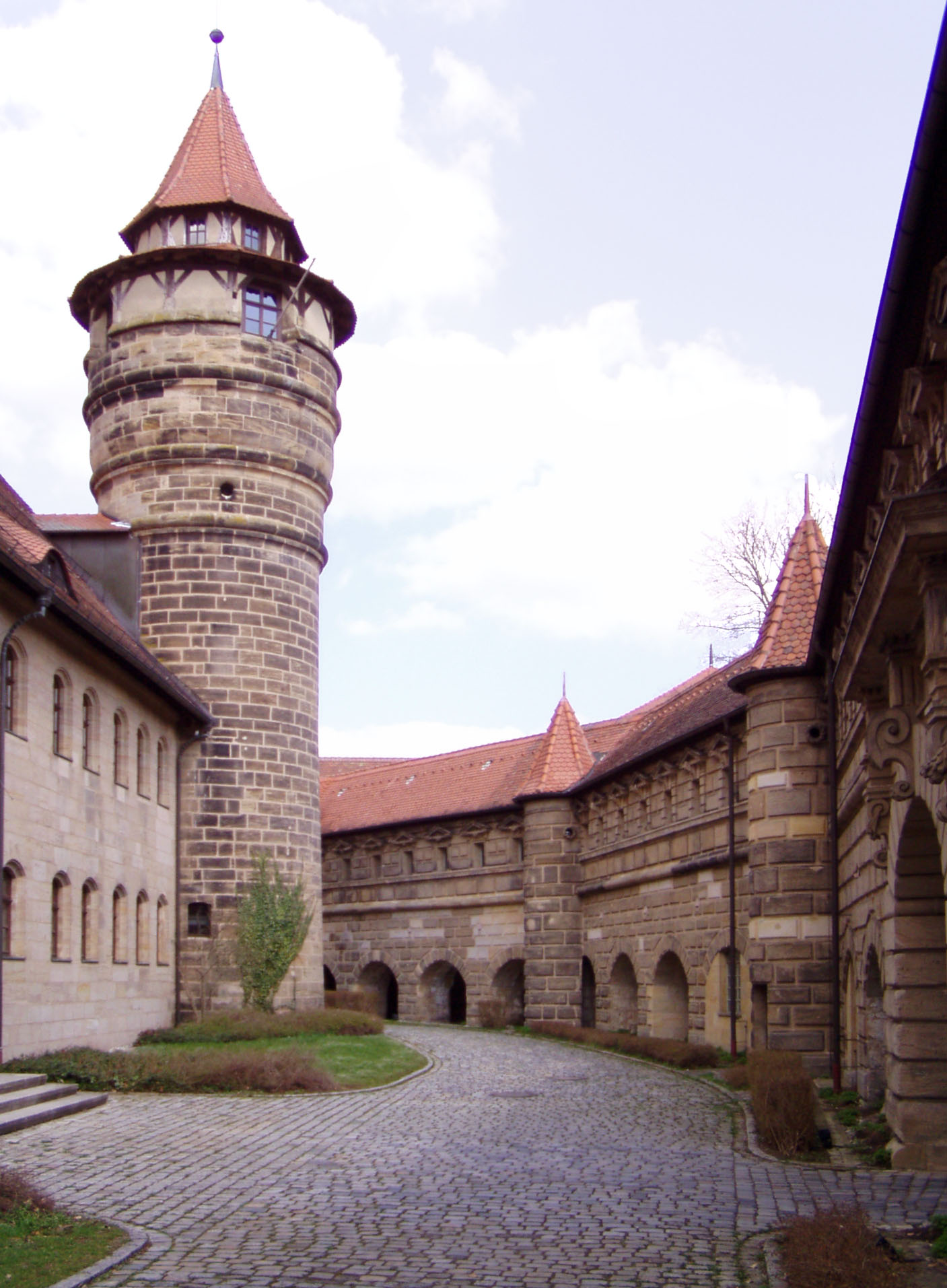
Die Festung Lichtenau – ehemals reichsstädtischer Besitz.

Der Territorialbesitz der Reichsstadt Nürnberg war in mehr als ein Dutzend umfassende Verwaltungsgebiete (Pfleg- und Waldämter) eingeteilt, die allerdings nicht alle durchgängig Bestand hatten.
- Amt der Veste
- Pflegamt Altdorf
- Pflegamt Betzenstein
- Pflegamt Engelthal
- Pflegamt Gostenhof
- Pflegamt Gräfenberg
- Pflegamt Hauseck (bis 1610, danach vom Pflegamt Velden mitverwaltet)
- Pflegamt Hersbruck
- Pflegamt Hiltpoltstein
- Pflegamt Hohenstein (bis 1764, danach vom Pflegamt Hiltpoltstein mitverwaltet)
- Pflegamt Lauf
- Pflegamt Lichtenau
- Pflegamt Reicheneck
- Pflegamt Velden
- Pflegamt Wildenfels (bis 1625, danach vom Pflegamt Hiltpoltstein mitverwaltet)

Neben den Pflegämtern existierten auch noch zwei Waldämter, die für die Verwaltung der Forstgebiete des Nürnberger Reichswaldes zuständig waren.
- Waldamt Laurenzi
- Waldamt Sebaldi

Das Landpflegamt war seit 1513 Zentralbehörde für das Landgebiet. Über den Pflegämtern stand der Oberste Landpfleger in Nürnberg. Das Landpflegamt wurde 1798 in das Rentamt überfuhrt.

#### Exklaven
Das 1406 von Nürnberg erworbene Pflegamt Lichtenau mit der gleichnamigen Ortschaft und Festung bildete die größte und wichtigste Exklave der Reichsstadt.
Hinzu kam der umfangreiche Streubesitz Nürnberger Bürger und ehemaliger Nürnberger Klöster, und Ortschaften wie Hauseck.

#### Enklaven
Unter militärischen Gesichtspunkten stellte die kurfürstlich-bairische Festung Rothenberg die bedrohlichste Enklave im reichsstädtischen Gebiet dar. In politischer Hinsicht war es dagegen die brandenburgisch-ansbachische Vogtei Schönberg, weil die markgräfliche bzw. später preußische Seite damit ihre Hoheitsansprüche auf große Teile des reichsstädtischen Landbesitzes begründete. Eine weitere markgräfliche Enklave bildete Hohenstadt mit Kleinviehberg im Pflegamt Hersbruck.